# ولاستون، اونتاریو
ولاستون (به انگلیسی: Wollaston) یک منطقهٔ مسکونی در کانادا است که در شهرستان هیستینگز واقع شده‌است. ولاستون ۷۰۸ نفر جمعیت دارد.